# Corinna anomala
Corinna anomala är en spindelart som beskrevs av Schmidt 1971. Corinna anomala ingår i släktet Corinna och familjen flinkspindlar.
Artens utbredningsområde är Ecuador. Inga underarter finns listade i Catalogue of Life.